# Ack, Herre, dig förbarma
Ack, Herre, dig förbarma är en psalm med text skriven av Johan Olof Wallin.
|  |
|  |

## Publicerad i
- 1819 års psalmbok som nr 374 under rubriken "Botfärdiga fångar".[1]